# Beren Saat
Beren Saat (ur. 26 lutego 1984 w Ankarze) – turecka aktorka.

## Życiorys

### Dzieciństwo i edukacja
Beren Saat urodziła się 26 lutego 1984 roku w Ankarze. Po ukończeniu szkoły średniej studiowała zarządzanie w ankarskim uniwersytecie Başkent.

### Kariera
W czasie studiów wystąpiła w teleturnieju telewizyjnym Türkiye’nin Yıldızları. Dostrzeżona przez producentów telewizyjnych wystąpiła w kilku programach komediowych, a następnie w roli siostry Ece Uslu w filmie Aşkımızda Ölüm Var. Sławę przyniosła jej rola Yasemin Ünsal w serialu historycznym Hatırla Sevgili.
Serial rozpoczął współpracę Saat z reżyserem Tomrisem Giritlioğlu. W 2008 wystąpiła w reżyserowanym przez niego filmie Güz Sancısı. W tym samym roku została wyróżniona nagrodą Złotego Motyla dla najlepszej aktorki.
W latach 2010–2012 grała tytułową rolę Fatmagül w serialu Grzech Fatmagül, będącym ekranizacją powieści Vedata Türkalego. W tureckiej wersji filmu Toy Story 3 podkładała głos Barbie. Grała również jako dorosła sułtanka Kosem we Wspaniałym stuleciu: Sułtanka Kösem (w Polsce w odcinkach 16–84).

### Życie prywatne
W lutym 2012 roku zaczęła spotykać się z piosenkarzem Kenanem Doğulu, który oświadczył się jej pod koniec lutego kolejnego roku. 29 lipca 2014 roku para wzięła ślub w Los Angeles.

## Filmografia
- 2004: Aşkımızda Ölüm Var jako siostra Ece Uslu
- 2005–2006: Aska Sürgün jako Zilan Şahvar Azizoğlu
- 2006–2008: Hatırla Sevgili jako Yasemin Ünsal
- 2008: Güz Sancısı jako Elena
- 2008–2010: Aşk-ı Memnu jako Bihter
- 2009: Gecenin Kanatları jako Gece
- 2010–2012: Grzech Fatmagül (Fatmagül'ün suçu ne?) jako Fatmagül
- 2012: Czas nosorożca jako córka Miny
- 2013: Benim Dünyam jako Ela
- 2013–2014: Intikam jako Yağmur / Derin
- 2015–2016: Wspaniałe stulecie: Sułtanka Kösem jako Kösem Sultan
- 2019: Atiye jako Atiye